# Итальянка у бассейна
«Итальянка у бассейна» — картина русского художника Карла Брюллова (1799—1852), написанная в 1844 году. Хранится в Дагестанском музее изобразительных искусств имени П. С. Гамзатовой.
Окончив в 1821 году Академию художеств в Петербурге, Брюллов долгие годы путешествовал в целях изучения искусства европейских мастеров, посетил Рим, Париж, Милан, Грецию, Турцию. В итальянский период творчества Брюллов значительное место уделял портретной живописи. Он создал поэтизированный образ девушки из народа, простой итальянки. К этому периоду относится одна из его картин «Итальянка у бассейна».
На картине изображён поясной портрет итальянской девушки. Стоит она спиной к зрителю, левой рукой опершись о камни источника, на котором лежит белая ткань. Девушка изображена на фоне дикого винограда, служащего дополнительным обрамлением. Красивое, загорелое, с румянцем лицо повернуто влево почти в профиль. У неё серьёзный, спокойный, задумчивый взгляд и гладко зачёсанные тёмные волосы, поверх которых накинут светлый, хаотично сложенный платок. Она одета в национальный костюм — яркий сарафан с блузой и чепчиком. (В 1529 году Италию захватила Испания, поэтому в женском костюме стали преобладать испанские мотивы, включая красный цвет и пышные юбки в складках). На ней светлая кофта, поверх которой туго обтянутая у пояса красная ткань и декоративно украшенный передник. На стене источника изображена декоративная скульптура-маскарон.
Внизу слева подпись автора латинским шрифтом дата «1844».
Через шесть лет после создания картины «Итальянка у бассейна» художник вернулся в Италию, где и скончался в 1852 году.